# De vlakte
De vlakte is een horrorverhaal geschreven door de Amerikaan Ray Bradbury in 1950. Hij gaf zelf aan dat zijn werk niet onder een noemer is te vangen. Het verhaal grenst als horrorverhaal aan sciencefiction en fantasy. De vlakte verscheen oorspronkelijk als The world the children made in The Saturday Evening Post (23 september 1950). Het verhaal werd later met soortgelijke verhalen gebundeld in de verzameling The illustrated man, maar dan onder de titel The veldt. In het Nederlandse taalgebied kreeg het de titel De vlakte en verscheen in de bundel De geïllustreerde man bij Born NV Uitgeversmaatschappij in de serie Born SF (1976).  

## Het verhaal
George en Lydia Hadley hebben een gezin, dat woont in een "Gelukkig Bestaan Huis". Dat is het best te vergelijken met Het huis van de toekomst van Chriet Titulaer; alles is geautomatiseerd. Ze hebben twee kinderen Peter (een verwijzing naar Peter Pan) en Wendy (Wendy Schat). In het huis bevindt zich ook een kinderkamer, waarin de kinderen kunnen spelen. Deze kinderkamer kan middels hologrammen en virtuele realiteit elke gewenste gedaante aannemen. 
De ouders beginnen zich echter zorgen te maken wanneer de kinderen steeds vaker de kamer veranderen in een Afrikaanse savanne, alwaar een troep leeuwen aan een karkas peuzelen. Ook worden de kinderen door hun vrije opvoeding steeds opstandiger. Bovendien vindt Lydia het Gelukkige Bestaan Huis onplezierig omdat ze zich door al die automaten overbodig is gaan voelen. Na raadpleging van kinderpsychiater David McLean brengen George en Lydia hun zorgen ter sprake tijdens een familiebespreking.  De kinderen zijn het er niet mee eens, waarna de ouders niets anders rest dan de kinderkamer voor iedereen voor ten minste één maand te sluiten. De kinderen worden daarop kwaad, maar druipen ogenschijnlijk af. 
Voordat het verbod van kracht worden, mag eenieder nog een enkele minuut doorbrengen in de kamer. Als de ouders de kamer betreden en hun eigen programma willen draaien, worden ze automatisch op de Afrikaanse savanne gezet en vergrendelen Peter en Wendy van buitenaf de deur zodat hun ouders er niet meer uit kunnen en zijn overgeleverd aan de leeuwen. Als de leeuwen hen benaderen, beseffen George en Lydia tot hun schrik dat dit precies het scenario is dat de kinderen al die tijd al bekeken. 
Even later komt David McLean het gezin bezoeken en vraagt aan de kinderen waar de ouders zijn. Hij wordt uitgenodigd op de savanne en er ontstaat een gesprekje terwijl in de verte de leeuwen eerst vechten, maar vervolgens aan het eten slaan. Wendy vraagt of hij een kopje thee wil, als een aasgier over hem heen vliegt. McLean beseft niet dat het de ouders zijn die momenteel in de verte opgepeuzeld worden.

## Andere vormen
Het vrij korte verhaal werd na uitgifte al in 1951 in aangepaste vorm gebruikt door Ernest Kinoy tijdens het radioprogramma Dimension X van NBC. In 1955 kwam het opnieuw op de radio in X Minus One (opnieuw van NBC). Het verhaal was toen enigszins aangepast. George en Lydia overleefden de aanslag, maar het gehele gezin moest daardoor in psychiatrische behandeling. Het totale boekwerk The illustrated man werd in 1969 gepubliceerd en The veldt was daar een onderdeel van. De Zweedse televisie zond een film Savannen gebaseerd op het verhaal uit in 1983. Bibi Andersson en Erland Josephson speelden Lydia en George. In 1984 kwam er een versie in Bradbury 13, dertien audioverhalen van Bradbury. In 1987 volgde de Sovjet-Unie met een film onder regie van Nazim Toeljachojaev, hetgeen wordt gezien als de eerste Sovjet horrorfilm. The Ray Bradbury Theater, een Canadees televisieprogramma nam het verhaal op. De BBC maakte een hoorspelversie in 2007. In 2012 schreven Deadmau5 en Chris James een lied onder de titel The Veldt. Bradbury overleed tijdens de productie van de videoclip. De videoclip is aan hem opgedragen.
Leonard Nimoy heeft er ook een audioverhaal van opgenomen (vermoedelijk in 1976).